# Megalurus
A Megalurus a madarak osztályának verébalakúak (Passeriformes) rendjébe és a tücsökmadárfélék (Locustellidae) családjába tartozó nem.
Korábban egy szemétkosár-taxonba, az óvilági poszátafélék (Sylviidae) családjába sorolták, de az új besorolás szerint az új tücsökmadárfélék (Locustellidae) családba tartozik.
Korábban az idesorolt 4 recens és egy kihalt fajt a Megalurus nembe sorolták, de a DNS-szintézisen alapuló újabb vizsgáltok szerint a nem úgy polifilitikus volt, így 2018-ban ezeket a fajokat kivonták onnan és létrehozták számukra a Poodytes nemet.

## Rendszerezés
A nembe az alábbi 1 vagy 10 faj tartozik:
- vonalkázottfejű lápiposzáta (Megalurus palustris)

Egyes rendszerek szintén ide sorolják a következő fajokat is :
- rozsdásfejű lápiposzáta (Cincloramphus timoriensis), korábban (Megalurus timoriensis)
- pápua lápiposzáta (Cincloramphus macrurus), korábban (Megalurus macrurus)
- fehérszárnyú lápiposzáta (Poodytes albolimbatusa), korábban (Megalurus albolimbatus)
- Spinifex poszáta (Poodytes carteri, korábban (Eremiornis carteri) vagy Megalurus carteri
- páfrányposzáta (Poodytes punctatus), korábban (Megalurus punctatus vagy Bowdleria punctata)
- álarcos páfrányposzáta (Poodytes rufescens), korábban (Megalurus rufescens vagy Bowdleria rufescens) – kihalt
- törpe lápiposzáta (Poodytes gramineus), korábban (Megalurus gramineus)
- feketehasú pacsirtaposzáta (Cincloramphus cruralis) vagy Megalurus cruralis
- rozsdásszárnyú pacsirtaposzáta (Cincloramphus mathewsi) vagy Megalurus mathewsi